# Momodou S. Touray
Momodou S. Touray (* im 20. Jahrhundert) ist ein gambischer Politiker.

## Leben
| Parlamentswahl | Stimmen    | Stimmanteil |
| -------------- | ---------- | ----------- |
| 2002           | einstimmig | 100,00 %    |
| 2007           | 3.053      | 62,12 %     |

Momodou S. Touray trat als gemeinsamer Kandidat der Alliance for Patriotic Reorientation and Construction (APRC) und National Convention Party (NCP) bei den Parlamentswahlen in Gambia 2002 im Wahlkreis Central Badibu an. Mangels Gegenkandidaten erlangte er einen Sitz in der Nationalversammlung. Bei den folgenden Wahlen 2007 trat Touray als alleiniger Kandidat der APRC erneut an. Er konnte sich gegen seinen Gegenkandidaten Alasan F. K. Cessay von der United Democratic Party (UDP) und Fabakary B. Ceesay von der National Alliance for Democracy and Development (NADD) durchsetzen und sein Sitz in der Nationalversammlung behalten. Bei den Wahlen 2012 trat Touray nicht an.